# Huillines
Huillines es un caserío de la comuna de Los Lagos, ubicada en el sector oeste de la comuna, próximo a los caseríos de Los Bajos y de Huidif.

## Hidrología
Huillines se encuentra próximo al Estero Llecue.

## Accesibilidad y transporte
A Huillines se accede desde la ciudad de Los Lagos a través de las Rutas T-45 y T-415 a 33,2 km.